# Marshalls Broadcasting Company
La Marshalls Broadcasting Company, nota anche con l'acronimo MBC, è l'ente radiotelevisivo pubblico delle Isole Marshall. Trasmette da Majuro in marshallese e in inglese.

## Storia
La televisione nelle Isole Marshall ha le sue origini il 15 aprile 1975 con il lancio dell'operatore televisivo via cavo Pacific Communications Company (PCC) nell'isola di Majuro, seguita, lo stesso anno, dall'isola di Ebeye. 
I programmi di PCC venivano registrati su videocassette da dei canali televisivi di Honolulu, Hawaii, presso degli studi nella località di Kealakekua e inviati a Majuro la settimana successiva tramite la compagnia aerea Air Micronesia.
Nelle videocassette era preinserita della pubblicità e questa portò e promosse nelle 2 isole marshallesi nuovi prodotti di largo consumo.
PCC fu operante fino al 1979, quando le mareggiate di un uragano spazzarono via gran parte dei cavi di trasmissione. La Marshalls Broadcasting Company prese il suo posto poco tempo dopo.
Nel 1990 MBC TV, trasmetteva un totale di 10-12 ore di programmi dal lunedì al giovedì e la domenica, e di 14 ore il venerdì e il sabato. La copertura di MBC TV si limitava alla capitale Majuro a quel tempo.
Per usufruire del nuovo servizio era necessario l'acquisto di un decoder al costo di US$125 e il pagamento di un abbonamento mensile di US$20. Si prevedeva che MBC abbandonasse questo sistema provvisorio a breve e adottasse di nuovo la tecnologia via cavo tramite un accordo con la società UMDA, che aveva già installato Island Cable TV nello stato di Palau.
La conversione di MBC TV a canale interamente via cavo avvenne nell'agosto 1992, quando furono rese disponibili tutte le attrezzature necessarie.
Al 2000 MBC TV era divenuta un servizio via cavo che, oltre alla propria programmazione, offriva vari canali statunitensi, tra cui CNN, Discovery Channel. 
Negli anni duemila ha anche stretto accordi con il canale Oceania Television Network, che ha sede nello stato di Palau, e con il servizio via cavo della National Telecommunications Authority. Nel 2009 andarono in onda sul canale dei programmi autoprodotti.

## Servizi
Marshalls Broadcasting Company gestisce 1 stazione radiofonica e 1 canale televisivo:

### Radio
- V7AB, stazione radiofonica generalista AM 1098 e FM 97.9;

### Televisione
- MBC TV, canale televisivo generalista.